# Yvoy-le-Marron
Yvoy-le-Marron település Franciaországban, Loir-et-Cher megyében. Lakosainak száma 757 fő (2022. január 1.). Yvoy-le-Marron La Ferté-Saint-Aubin, Ligny-le-Ribault, Chaumont-sur-Tharonne, La Marolle-en-Sologne, Neung-sur-Beuvron és Villeny községekkel határos.

## Népesség
A település népessége az elmúlt években az alábbi módon változott:
| Lakosok száma | 540  | 483  | 494  | 595  | 622  | 658  | 728  | 760  | 780  | 757  |
|               | 1968 | 1982 | 1990 | 2006 | 2013 | 2015 | 2017 | 2019 | 2020 | 2022 |